# Johann Matthias Jansen
Pour les articles homonymes, voir Jansen.
Johann Matthias Jansen, né à Potsdam en 1751 et mort à Königsberg en 1794, est un peintre prussien du XVIIIe siècle.

## Biographie
Formé par Andreas Ludwig Krüger à Potsdam, Johann Matthias Jansen poursuit ses études à Vienne et à Rome. En 1773, il est à Paris, avant de s'installer l'année suivante à Berlin. En 1790, il est nommé directeur de l'école des Beaux-Arts de Königsberg.

## Œuvre

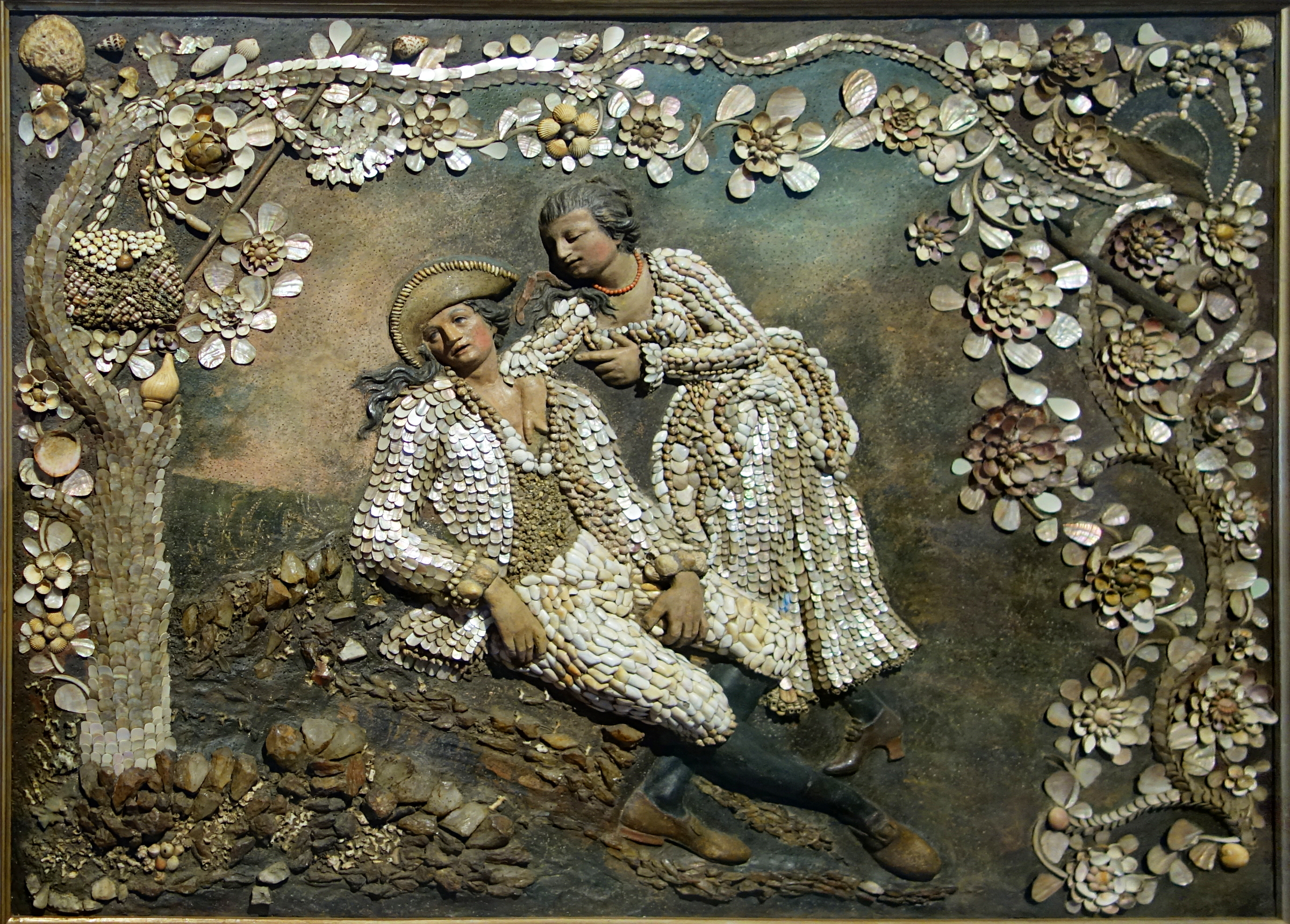
Scène pastorale (vers 1780-1785).

Johann Matthias Jansen a réalisé de nombreux portraits mais il est surtout connu pour ses panneaux décoratifs en relief composés de coquillages et de nacre. Il a notamment réalisé la décoration intérieure du théâtre Dobbelsches pour son principal mécène, Frédéric II de Prusse.